# Guerras de religião na Europa

A Batalha da Montanha Branca (1620) na Boêmia foi uma das batalhas decisivas da Guerra dos Trinta Anos que levou à reconversão da Boêmia ao catolicismo.

As guerras religiosas europeias foram uma série de guerras travadas na Europa durante os séculos 16, 17 e início do século 18. Travadas após o início da Reforma Protestante em 1517, as guerras perturbaram a ordem religiosa e política nos países católicos da Europa, ou cristandade. Outros motivos durante as guerras envolveram revolta, ambições territoriais e conflitos de grande poder. No final da Guerra dos Trinta Anos (1618-1648), a França católica havia se aliado às forças protestantes contra a monarquia católica dos Habsburgos. As guerras foram em grande parte terminadas pela Paz de Vestfália (1648), que estabeleceu uma nova ordem política que agora é conhecida como soberania vestfaliana.
Os conflitos começaram com a menor Revolta dos Cavaleiros (1522), seguida pela maior Guerra dos Camponeses Alemães (1524-1525) no Sacro Império Romano-Germânico. A guerra se intensificou depois que a Igreja Católica começou a Contrarreforma em 1545 contra o crescimento do protestantismo. Os conflitos culminaram na Guerra dos Trinta Anos, que devastou a Alemanha e matou um terço de sua população, uma taxa de mortalidade duas vezes maior que a da Primeira Guerra Mundial. A Paz de Vestfália resolveu amplamente os conflitos, reconhecendo três tradições cristãs separadas no Sacro Império Romano-Germânico: o Catolicismo Romano, o Luteranismo e o Calvinismo. Embora muitos líderes europeus tenham ficado enojados com o derramamento de sangue em 1648, guerras religiosas menores continuaram a ser travadas até a década de 1710, incluindo as Guerras dos Três Reinos (1639-1651) nas Ilhas Britânicas, as guerras Savoyard-Waldensian (1655-1690) e a Guerra de Toggenburg (1712) nos Alpes Ocidentais.

O quão religiosas eram realmente as guerras dos séculos XVI e XVII também é alvo de discussões, com estudos recentes argumentando que, embora o discurso religioso estivesse presente, a religião não era a motivação dessas guerras. É apontado como evidência disso o fato de que havia católicos e protestantes envolvidos de ambos os lados da guerra, sendo em essência um combate entre as duas maiores potências católicas da época: a França e o Sacro Império Romano.